# Lista chorążych reprezentacji Polski na igrzyskach olimpijskich

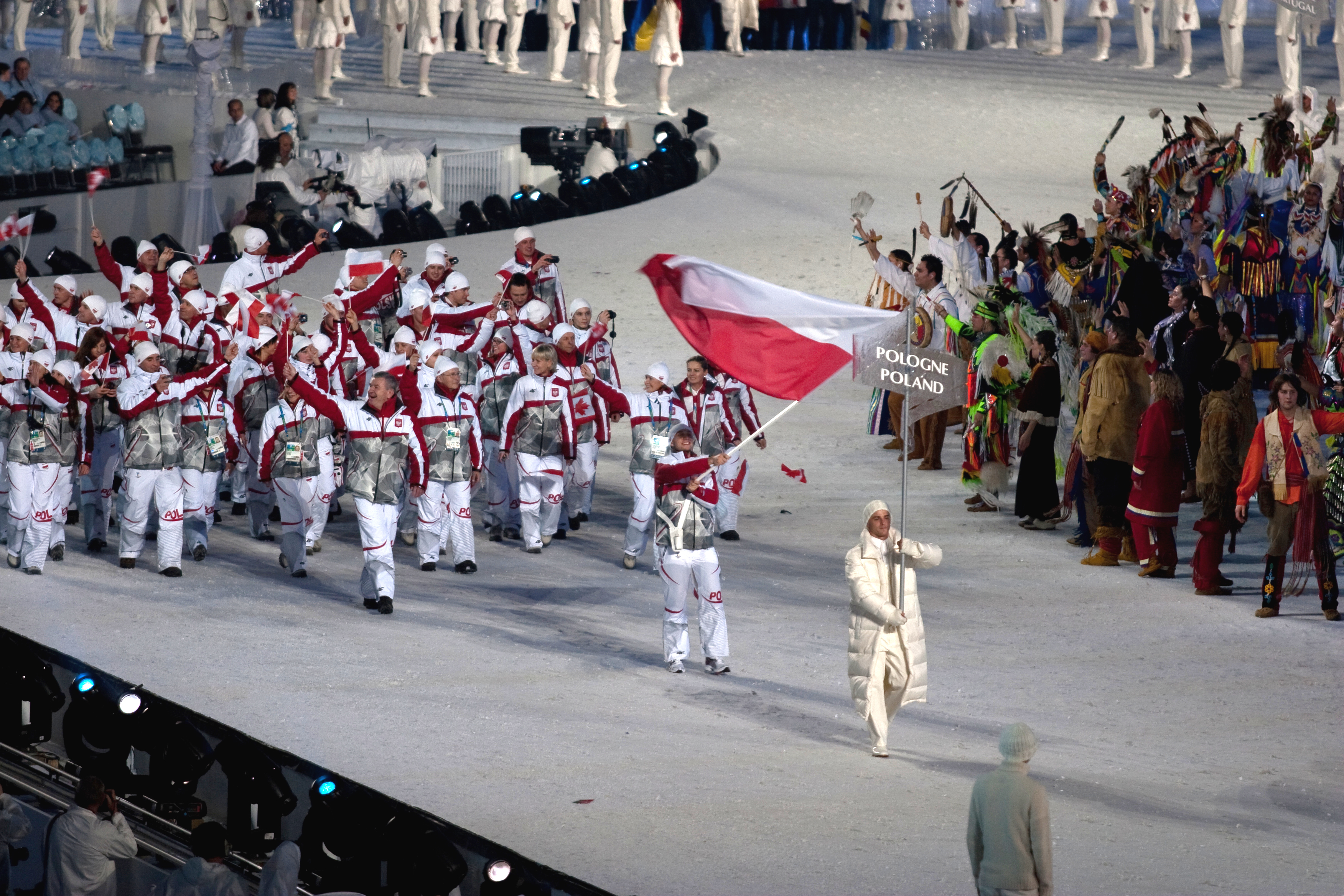
Reprezentacja Polski podczas ceremonii otwarcia Zimowych Igrzysk Olimpijskich w Vancouver (chorąży Konrad Niedźwiedzki)

Lista chorążych reprezentacji Polski na igrzyskach olimpijskich – lista zawodników i zawodniczek reprezentacji Polski, którzy podczas ceremonii otwarcia nowożytnych igrzysk olimpijskich nieśli flagę Polski.

## Chronologiczna lista chorążych
| Lp. | Rok i miejsce                | Chorąży                                         | Dyscyplina            |
| --- | ---------------------------- | ----------------------------------------------- | --------------------- |
| 1   | 1896, Ateny                  | nie było chorążych                              | –                     |
| 2   | 1900, Paryż                  | nie było chorążych                              | –                     |
| 3   | 1904, Saint Louis            | nie było chorążych                              | –                     |
| 4   | 1908, Londyn                 | DNS                                             | –                     |
| 5   | 1912, Sztokholm              | DNS                                             | –                     |
| 6   | 1920, Antwerpia              | DNS                                             | –                     |
| 7   | 1924, Chamonix               | Kazimierz Smogorzewski                          | –                     |
| 8   | 1924, Paryż                  | Sławosz Szydłowski                              | Lekkoatletyka         |
| 9   | 1928, Sankt Moritz           | Andrzej Krzeptowski                             | Narciarstwo           |
| 10  | 1928, Amsterdam              | Marian Cieniewski                               | Lekkoatletyka         |
| 11  | 1932, Lake Placid            | Józef Stogowski                                 | Hokej                 |
| 12  | 1932, Los Angeles            | Janusz Ślązak                                   | Wioślarstwo           |
| 13  | 1936, Garmisch Partenkirchen | Bronisław Czech                                 | Narciarstwo klasyczne |
| 14  | 1936, Berlin                 | Klemens Biniakowski                             | Lekkoatletyka         |
| 15  | 1948, Sankt Moritz           | Stanisław Marusarz                              | Skoki narciarskie     |
| 16  | 1948, Londyn                 | Mieczysław Łomowski                             | Lekkoatletyka         |
| 17  | 1952, Oslo                   | Stanisław Marusarz                              | Skoki narciarskie     |
| 18  | 1952, Helsinki               | Teodor Kocerka                                  | Wioślarstwo           |
| 19  | 1956, Cortina d’Ampezzo      | Tadeusz Kwapień                                 | Biegi narciarskie     |
| 20  | 1956, Melbourne              | Tadeusz Rut                                     | Lekkoatletyka         |
| 21  | 1960, Squaw Valley           | Józef Karpiel                                   | Narciarstwo klasyczne |
| 22  | 1960, Rzym                   | Teodor Kocerka                                  | Wioślarstwo           |
| 23  | 1964, Innsbruck              | Jerzy Wojnar                                    | Saneczkarstwo         |
| 24  | 1964, Tokio                  | Waldemar Baszanowski                            | Podnoszenie ciężarów  |
| 25  | 1968, Grenoble               | Stanisław Szczepaniak                           | Biathlon              |
| 26  | 1968, Meksyk                 | Waldemar Baszanowski                            | Podnoszenie ciężarów  |
| 27  | 1972, Sapporo                | Andrzej Bachleda-Curuś                          | Narciarstwo alpejskie |
| 28  | 1972, Monachium              | Waldemar Baszanowski                            | Podnoszenie ciężarów  |
| 29  | 1976, Innsbruck              | Wojciech Truchan                                | Narciarstwo           |
| 30  | 1976, Montreal               | Grzegorz Śledziewski                            | Kajakarstwo           |
| 31  | 1980, Lake Placid            | Józef Łuszczek                                  | Biegi narciarskie     |
| 32  | 1980, Moskwa                 | Czesław Kwieciński                              | Zapasy                |
| 33  | 1984, Sarajewo               | Józef Łuszczek                                  | Biegi narciarskie     |
| 34  | 1984, Los Angeles            | DNS                                             | –                     |
| 35  | 1988, Calgary                | Henryk Gruth                                    | Hokej                 |
| 36  | 1988, Seul                   | Bogdan Daras                                    | Zapasy                |
| 37  | 1992, Albertville            | Henryk Gruth                                    | Hokej                 |
| 38  | 1992, Barcelona              | Waldemar Legień                                 | Judo                  |
| 39  | 1994, Lillehammer            | Tomasz Sikora                                   | Biathlon              |
| 40  | 1996, Atlanta                | Rafał Szukała                                   | Pływanie              |
| 41  | 1998, Nagano                 | Jan Ziemianin                                   | Biathlon              |
| 42  | 2000, Sydney                 | Andrzej Wroński                                 | Zapasy                |
| 43  | 2002, Salt Lake City         | Mariusz Siudek                                  | Łyżwiarstwo figurowe  |
| 44  | 2004, Ateny                  | Bartosz Kizierowski (ceremonia otwarcia)        | Pływanie              |
| 44  | 2004, Ateny                  | Robert Korzeniowski (ceremonia zamknięcia)      | Lekkoatletyka         |
| 45  | 2006, Turyn                  | Paulina Ligocka (ceremonia otwarcia)            | Snowboarding          |
| 45  | 2006, Turyn                  | Tomasz Sikora (ceremonia zamknięcia)            | Biathlon              |
| 46  | 2008, Pekin                  | Marek Twardowski (ceremonia otwarcia)           | Kajakarstwo           |
| 46  | 2008, Pekin                  | Tomasz Majewski (ceremonia zamknięcia)          | Lekkoatletyka         |
| 47  | 2010, Vancouver              | Konrad Niedźwiedzki (ceremonia otwarcia)        | Łyżwiarstwo szybkie   |
| 47  | 2010, Vancouver              | Katarzyna Bachleda-Curuś (ceremonia zamknięcia) | Łyżwiarstwo szybkie   |
| 48  | 2012, Londyn                 | Agnieszka Radwańska (ceremonia otwarcia)        | Tenis                 |
| 48  | 2012, Londyn                 | Michał Jeliński (ceremonia zamknięcia)          | Wioślarstwo           |
| 49  | 2014, Soczi                  | Dawid Kupczyk (ceremonia otwarcia)              | Bobsleje              |
| 49  | 2014, Soczi                  | Zbigniew Bródka (ceremonia zamknięcia)          | Łyżwiarstwo szybkie   |
| 50  | 2016, Rio de Janeiro         | Karol Bielecki (ceremonia otwarcia)             | Piłka ręczna          |
| 50  | 2016, Rio de Janeiro         | Marta Walczykiewicz (ceremonia zamknięcia)      | Kajakarstwo           |
| 51  | 2018, Pjongczang             | Zbigniew Bródka (ceremonia otwarcia)            | Łyżwiarstwo szybkie   |
| 51  | 2018, Pjongczang             | Mateusz Luty (ceremonia zamknięcia)             | Bobsleje              |
| 52  | 2020, Tokio                  | Paweł Korzeniowski (ceremonia otwarcia)         | Pływanie              |
| 52  | 2020, Tokio                  | Maja Włoszczowska (ceremonia otwarcia)          | Kolarstwo górskie     |
| 52  | 2020, Tokio                  | Karolina Naja (ceremonia zamknięcia)            | Kajakarstwo           |
| 53  | 2022, Pekin                  | Zbigniew Bródka (ceremonia otwarcia)            | Łyżwiarstwo szybkie   |
| 53  | 2022, Pekin                  | Aleksandra Król (ceremonia otwarcia)            | Snowboarding          |
| 53  | 2022, Pekin                  | Piotr Michalski (ceremonia zamknięcia)          | Łyżwiarstwo szybkie   |
| 54  | 2024, Paryż                  | Przemysław Zamojski (ceremonia otwarcia)        | Koszykówka 3×3        |
| 54  | 2024, Paryż                  | Anita Włodarczyk (ceremonia otwarcia)           | Lekkoatletyka         |
| 54  | 2024, Paryż                  | Wiktor Głazunow (ceremonia zamknięcia)          | Kajakarstwo           |
| 54  | 2024, Paryż                  | Julia Szeremeta (ceremonia zamknięcia)          | Boks                  |